# هجوم درعا (يونيو–يوليو 2015)
هجوم درعا ("عملية عاصفة الجنوب") هي عملية عسكرية في محافظة درعا خلال الحرب الأهلية السورية، أطلقتها قوات المعارضة ضد قوات الحكومة السورية. الهدف الرئيسي للفصائل المقاتلة قطع طريق الإمداد الرئيسي والوحيد لدى القوات الحكومة إلى درعا، والمتمثل بالأتوستراد الدولي الرابط بين محافظة درعا والعاصمة دمشق.